# Bernard Font
Ne doit pas être confondu avec Jean Bernard Font.
Bernard Font (né à Ax-les-Thermes dans le Comté de Foix le 25 octobre 1723 et mort à Foix le 1er novembre 1800) est un ecclésiastique qui fut évêque constitutionnel de l'Ariège de 1791 à  1800 et député.

## Biographie
Joseph-Mathieu d’Agoult, l'évêque de Pamiers autoritaire et cassant, s'oppose avec force à son clergé lors de la rédaction des cahiers de doléances. L'un des membres de son chapitre de chanoines Jean Bernard Font, présente alors pour ce faire le 6 mars 1789, la candidature de son frère Bernard, curé de Serres-sur-Arget, puis de Bénac, qui est préféré à l'évêque. En juillet suivant, il est élu contre l'évêque lors de la désignation de la nouvelle administration départementale.
Bernard Font prête le serment et il est élu le 4 avril 1791 évêque constitutionnel du diocèse de l'Ariège et sacré à Toulouse le 5 mai. L'évêque Joseph-Mathieu d’Agoult  retiré en Suisse publie dès le mois de mai une ordonnance contre l'intrus. Bernard Font s'adjoint alors comme vicaire épiscopal François-Louis Lemercier à qui il confie la direction du séminaire. Dans le courant de 1793, il intervient en faveur des prêtres réfractaires et doit faire face avec son vicaire aux persécutions. Il est arrêté fin 1793 et détenu jusqu'en février 1795 sans accepter de se démettre. Il ne peut reprendre possession de son siège qu'en 1796 en s'établissant à Foix le 5 février. Il participe au Concile de 1797 et il meurt à Foix le 1er novembre 1800 après avoir refusé le secours d'un prêtre insermenté.

## Sources
- Tableau des évêques constitutionnels de France de 1791 à 1801, Paris, 1827
- « Bernard Font », dans Adolphe Robert et Gaston Cougny, Dictionnaire des parlementaires français, Edgar Bourloton, 1889-1891 [détail de l’édition]